# World Series of Poker 2006

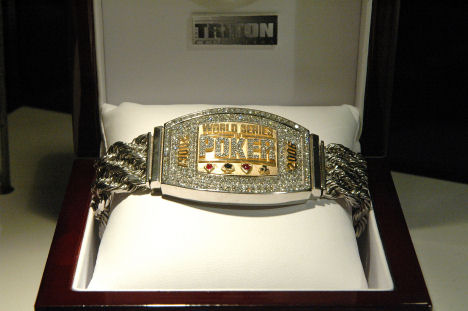
Bracelet des WSOP 2006

Les World Series of Poker 2006 est l'édition des World Series of Poker qui s'est déroulée en 2006.
Le tournoi a débuté le 25 juin et s'est terminé avec l'épreuve du 10 000 $ no-limit Texas hold'em le 10 août. Toutes les épreuves se sont tenues au Rio All Suite Hotel and Casino de Las Vegas (Nevada, États-Unis).

## Tournois
| Numéro | Tournoi                                       | Vainqueur          | Prix         | Finaliste        |
| ------ | --------------------------------------------- | ------------------ | ------------ | ---------------- |
| 1      | 500 $ Casino Employee's No Limit Hold'em      | Chris Gros         | 127 616 $    | Bryan Devonshire |
| 2      | 1 500 $ No Limit Hold'em                      | Brandon Cantu      | 757 839 $    | Phong "Mark" Ly  |
| 3      | 1 500 $ Pot Limit Hold'em                     | Rafe Furst         | 345 984 $    | Rocky Enciso     |
| 4      | 1 500 $ Limit Hold'em                         | Kianoush Abolfathi | 335 289 $    | Eric Buchman     |
| 5      | 2 500 $ No Limit Hold'em Short Handed 6/Table | Dutch Boyd         | 475 712 $    | Joe Hachem       |
| 6      | 2 000 $ No Limit Hold'em                      | Mark Vos           | 803 274 $    | Nam Le           |
| 7      | 3 000 $ Limit Hold'em                         | William Chen       | 343 618 $    | Yueqi "Rich" Zhu |
| 8      | 2 000 $ Omaha Hi-Lo (8 or better)             | Jack Zwerner       | 341 426 $    | Rusty Mandap     |
| 9      | 5 000 $ No Limit Hold'em                      | Jeff Cabanillas    | 818 546 $    | Phil Hellmuth Jr |
| 10     | 1 500 $ Seven-card stud                       | David Williams     | 163 118 $    | John Hoang       |
| 11     | 1 500 $ No limit Hold'em                      | Bob Chalmers       | 258 344 $    | Tam Ho           |
| 12     | 5 000 $ Omaha Hi-Lo (8 or better)             | Sam Farha          | 398 560 $    | Phil Ivey        |
| 13     | 2 500 $ Limit Hold'em                         | Max Pescatori      | 682 389 $    | Anthony Reategui |
| 14     | 1 000 $ No Limit Hold'em w/multiple rebuys    | Allen Cunningham   | 625 830 $    | David Rheem      |
| 15     | 1 000 $ Ladies No Limit Hold'em               | Mary Jones         | 236 094 $    | Shawnee Barton   |
| 16     | 10 000 $ Pot Limit Omaha                      | Lee Watkinson      | 655 746 $    | Mike Guttman     |
| 17     | 1 000 $ No Limit Hold'em                      | Jon Friedberg      | 526 185 $    | John Phan        |
| 18     | 2 000 $ Pot Limit Hold'em                     | Eric Keselman      | 311 403 $    | Hyon Kim         |
| 19     | 1 000 $ No Limit Hold'em Seniors              | Clare Miller       | 247 814 $    | Mike Nargi       |
| 20     | 50 000 $ H.O.R.S.E.                           | David "Chip" Reese | 1 716 000 $  | Andy Bloch       |
| 21     | 2 500 $ No Limit Hold'em Short Handed 6/Table | William Chen       | 442 511 $    | Nath Pizzolatto  |
| 22     | 2 000 $ No Limit Hold'em                      | Jeff Madsen        | 660 948 $    | Paul Sheng       |
| 23     | 3 000 $ Limit Hold'em                         | Ian Johns          | 291 755 $    | Jerrod Ankenman  |
| 24     | 3 000 $ Omaha Hi-Lo (8 or better)             | Scott Clements     | 301 175 $    | Thor Hansen      |
| 25     | 2 000 $ No Limit Hold'em Shootout             | David Pham         | 240 222 $    | Charlie Sewell   |
| 26     | 1 500 $ Pot Limit Omaha                       | Ralph Perry        | 207 817 $    | George Abdallah  |
| 26a    | 1 500 $ Pot Limit Omaha w/ Rebuys             | Eric Froehlich     | 299 675 $    | Sherkhan Farnnod |
| 27     | 1 500 $ No Limit Hold'em                      | Mats Rahmn         | 655 141 $    | Richard Toth     |
| 28     | 5 000 $ Seven-Card Stud                       | Benjamin Lin       | 256 620 $    | Shahram Sheikhan |
| 29     | 2 500 $ Pot Limit Hold'em                     | John Gale          | 374 849 $    | Maros Lechman    |
| 30     | 5 000 $ No Limit Hold'em Short Handed 6/Table | Jeff Madsen        | 643 381 $    | Erick Lindgren   |
| 31     | 2 000 $ No Limit Hold'em                      | Justin Scott       | 842 262 $    | Freddy Rouhani   |
| 32     | 5 000 $ Pot Limit Hold'em                     | Jason Lester       | 550 746 $    | Alan Sass        |
| 33     | 1 500 $ Razz                                  | James Richburg     | 139 576 $    | Carlos Mortensen |
| 34     | 1 000 $ No Limit Hold'em w/multiple rebuys    | Phil Hellmuth Jr.  | 631 863 $    | Juha Helppi      |
| 35     | 1 000 $ Seven Card Stud High-Low 8/OB         | Pat Poels          | 172 091 $    | Greg Dinkin      |
| 36     | 1 500 $ Limit Hold'em Shootout                | Victoriano Perches | 157 338 $    | Arnold Spee      |
| 37     | 1 500 $ No Limit Hold'em                      | James Gorham       | 765 226 $    | Osman Kibar      |
| 38     | 5 000 $ No-Limit 2-7 Draw Lowball w/rebuys    | Daniel Alaei       | 430 698 $    | David Williams   |
| 39     | 10 000 $ No Limit Hold'em Championship        | Jamie Gold         | 12 000 000 $ | Paul Wasicka     |
| 40     | 1 000 $ No-Limit Hold'em                      | Praz Bansi         | 230 209 $    | Anh Lu           |
| 41     | 1 500 $ No-Limit Hold'em                      | Paul Kobel         | 316 144 $    | Tyler Andrews    |
| 42     | 1 500 $ No-Limit Hold'em                      | Jim Mitchell       | 153 173 $    | Stuart Fox       |
| 43     | 1 500 $ No-Limit Hold'em                      | Kevin Nathan       | 171 987 $    | J. C. Tran       |
| 44     | 1 500 $ No-Limit Hold'em                      | Kevin Cover        | 196 968 $    | Joe Brandenburg  |
| 45     | 1 500 $ No-Limit Hold'em                      | Anders Henriksson  | 202 291 $    | Maureen Feduniak |

## Table finale du Main Event
| Place | Joueur           | Prix         |
| ----- | ---------------- | ------------ |
| 1     | Jamie Gold       | 12 000 000 $ |
| 2     | Paul Wasicka     | 6 102 499 $  |
| 3     | Michael Binger   | 4 123 310 $  |
| 4     | Allen Cunningham | 3 628 513 $  |
| 5     | Rhett Butler     | 3 216 182 $  |
| 6     | Richard Lee      | 2 803 851 $  |
| 7     | Douglas Kim      | 2 391 520 $  |
| 8     | Erik Friberg     | 1 979 189 $  |
| 9     | Dan Nassif       | 1 566 858 $  |